# 娄山关
娄山关又名娄关、太平关，是大娄山脉的主峰，位于中国贵州省北部，海拔1576米，北距桐梓县城13公里，南距遵义市50公里，在遵义市汇川区和桐梓县交界处。为全国重点文物保护单位、国家AAAA级旅游景区。1935年2月，红军三军团十三团在娄山关关北红花园与黔军第六团发生的一场战斗，历史上称为娄山关战役。

## 历史
1935年1月初，中央红军由南向北分三路突破乌江天险。1月6日，红军先头部队进入遵义城。为了建立黔北防御，保证建立以遵义为中心的“川黔边新根据地”，中央军委决定派红一军团第二师四团追歼北窜之黔军侯之担部，攻克娄山关，占领桐梓县城。中共领导人毛泽东后来发表了词《忆秦娥·娄山关》以纪念紅軍第二次占領婁山關，因而使得娄山关名气增加。